# Аратинга ямайський
Арати́нга ямайський (Eupsittula nana) — вид папугоподібних птахів родини папугових (Psittacidae). Мешкає в Мексиці і Центральній Америці та на Карибах.

## Опис

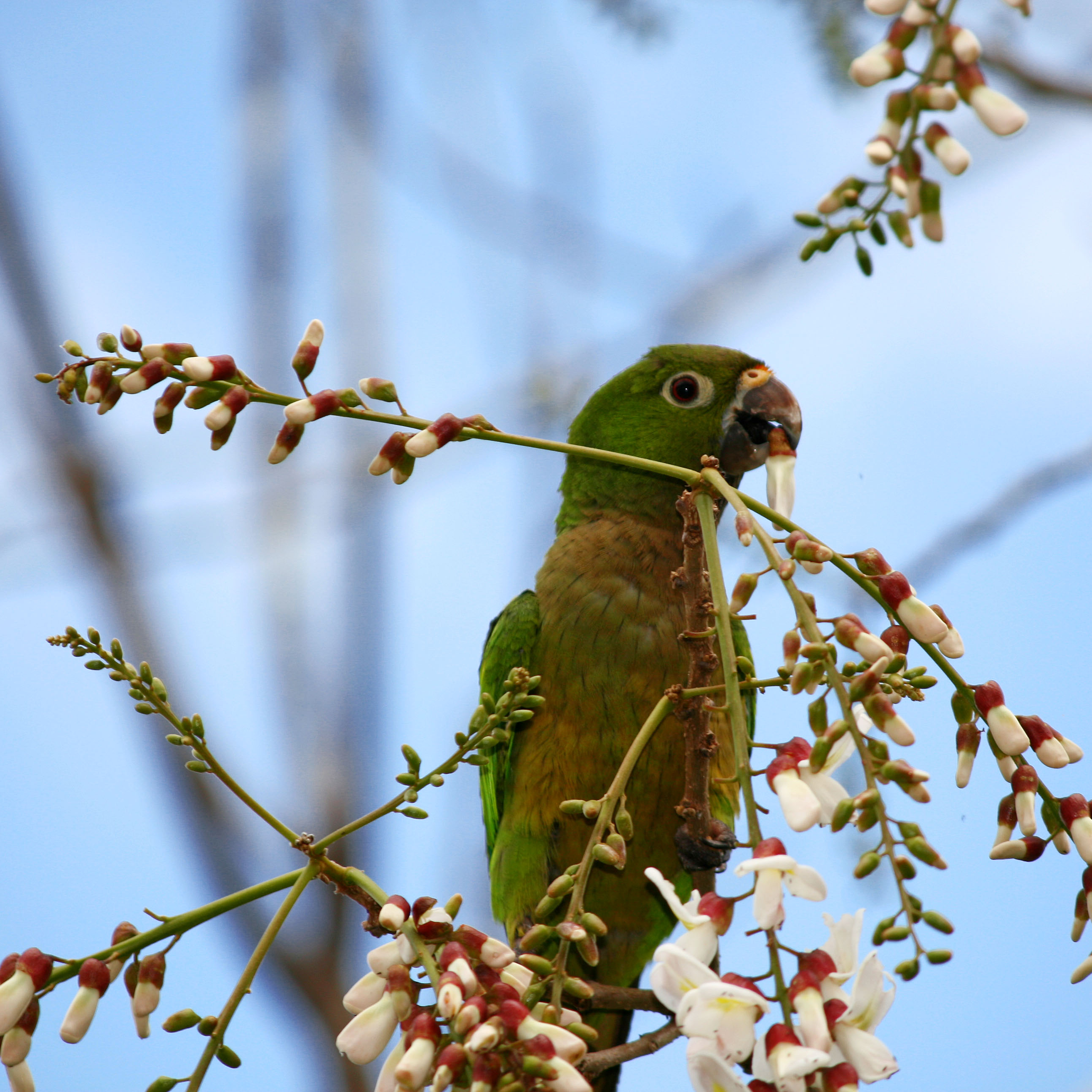
Ямайський аратинга (підвид E. n. astec, Гватемала)

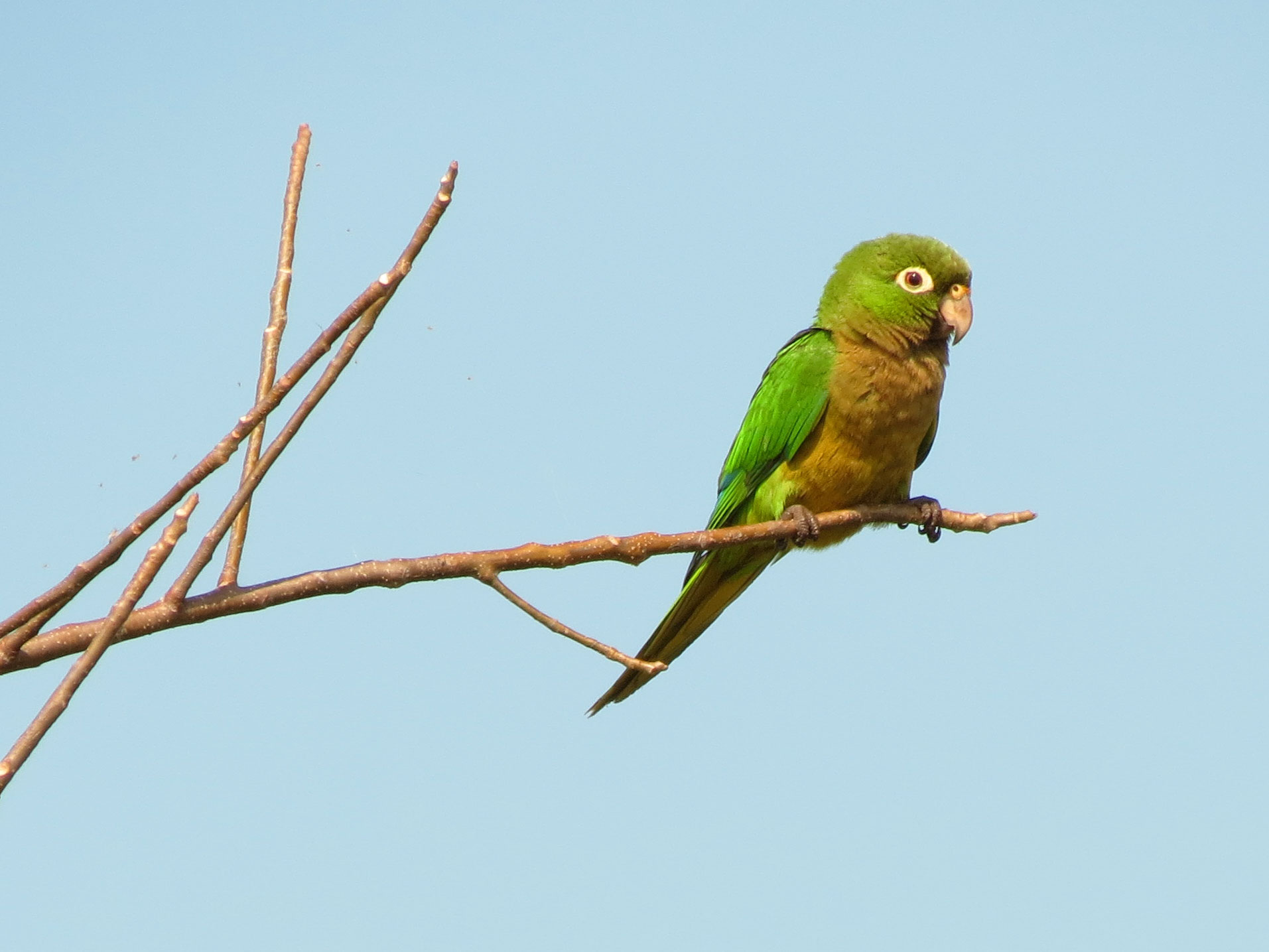
Ямайський аратинга (штат Юкатан, Мексика))

Довжина птаха становить 20-26 см, вага 75-85 г. Забарвлення переважно зелена, верхня частина тіла яскраво-зелена, груди і живіт оливково-коричнюваті. Хвіст відносно довгий. Стернові пера сині. Навколо очей кільця голої білої шкіри. Дзьоб сірувато-білий, лапи рожевувато-сірі. Виду не притаманний статевий диморфізм. У представників номінативного підвиду нижня частина грудей і живіт темно-коричневі, махові пера мають вузькі сині края. Вони мають більші розміри, ніж представники інших підвидів.

## Підвиди
Виділяють три підвиди:
- E. n. vicinalis Bangs & Penard, TE, 1919 — північно-східна Мексика;
- E. n. astec (Souancé, 1857) — від південно-східної Мексики до західної Панами;
- E. n. nana (Vigors, 1830) — Ямайка.

Деякі дослідники виділяють підвиди E. n. vicinalis і E. n. astec у окремий вид Eupsittula astec.

## Поширення і екологія
Ямайські аратинги мешкають в Мексиці, Гватемалі, Белізі, Гондурасі, Нікарагуа, Коста-Риці, Панамі, на Ямайці, а також у Домініканській Республіці на острові Гаїті, куди, імовірно, були завезені з Ямайки. Вони живуть у вологих рівнинних тропічних лісах, у вологих і сухих чагарникових заростях і на плантаціях. Зустрічаються парами або зграйками до 20 птахів, переважно на висоті до 1000 м над рівнем моря. Живляться бруньками, плодами, насінням, листям і квітками. Ямайські аратинги є моногамними птахами, гніздяться у гніздах деревних термітів або в дуплах. Іноді використовують покинуті дупла дятлів. В кладці від 3 до 6 яєць.

## Збереження
МСОП класифікує стан збереження ямайського аратинги як близький до загрозливого, однак Eupsittula astec (який класифікується як окремий вид) вважається таким видом, що не потребує особливих заходів зі збереження. За оцінками дослідників, ямайська популяція Eupsittula nana становить від 10 до 20 тисяч птахів. Їй загрожує знищення природного середовища і полювання.